# Najicheván Tepe

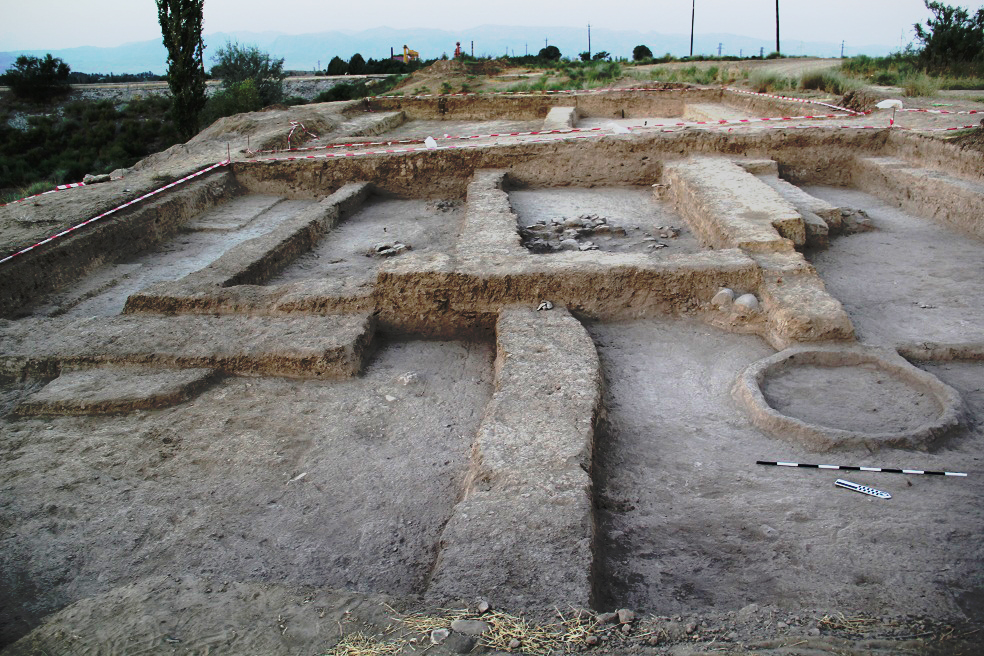
Estudios de la primera temporada del montículo Najicheván tepe.

Najicheván Tepe es una antigua ciudad ubicada en la ciudad de Najicheván, República Autónoma de Najicheván, Azerbaiyán. La ciudad está ubicada en la cima de una colina natural en el Valle de Najichevánchai. El acuerdo data de al menos otros 5000 a. C.

## Investigación
La investigación arqueológica en Najicheván tepe bajo el liderazgo de Veli Bakhshaliyev de la rama Najicheván de la Academia Nacional de Ciencias de Azerbaiyán comenzó en 2017. 
La existencia de vínculos entre las culturas del Cáucaso meridional y el Medio Oriente (incluida Mesopotamia) ha atraído la atención de los investigadores durante muchos años. Investigadores como R. M. Munchaev, O. A. Abibullaev, I. G. Narimanov, T. I. Akhundov y otros, hablaron sobre la difusión de las culturas del Medio Este en el sur del Cáucaso. Aunque algunos hallazgos confirman la existencia de estas conexiones, fueron confirmados por un complejo de materiales arqueológicos, incluido Najicheván Tepe, que se caracteriza por la cerámica de Dalma Tepe, una colección cultural que se encontró por primera vez en el Cáucaso del Sur.
Los primeros pobladores de Najicheván Tepe usaron habitaciones que fueron excavadas parcialmente en el suelo y parcialmente construidas con ladrillos de arcilla. Tales habitaciones también fueron descubiertas durante las excavaciones de los asentamientos Ovchular Tepesi y Yeni Yol. El carbón vegetal sigue siendo raro, a pesar de las abundantes acumulaciones de cenizas. Esto muestra que la madera rara vez se usaba como combustible. La mayoría de los materiales arqueológicos del sitio son chips de cerámica y obsidiana, pero también hay algunas herramientas. Los artículos raros incluyen piedra de afilar, pedernal y herramientas de hueso. La mayoría de las herramientas son de obsidiana, incluidas varias cuchillas falciformes que proporcionan información sobre la naturaleza de la economía. Los huesos de animales muestran que los residentes tienden a criar ganado pequeño. La caza ocupaba un lugar insignificante en la economía. Los huesos de caballos y perros se presentan en ejemplos separados. No se encontraron restos botánicos. En las capas del asentamiento, los restos de carbón son insignificantes, y lavar los restos de ceniza de varios focos no dio resultados. Los arqueólogos esperan que este tipo de investigación revele información sobre la economía de Najicheván Tepe en el futuro. 

## Cerámica
La cerámica, como regla, es característica de la primera mitad del V milenio a. C. El carbón del horizonte inferior data de 4945 a. C. Suele caracterizarse por la impresión de Dalma Tepe teñida y cerámica. Con la excepción de algunos hallazgos, no se encontró otro complejo completo de tales cerámicas en el Cáucaso del Sur. Por lo tanto, la cerámica de la aldea de Najicheván Tepe es importante para estudiar la cultura de la era calcolítica. 
La cerámica se puede dividir en dos períodos según la estratigrafía del asentamiento. Sin embargo, estos dos grupos coinciden en cierta medida en términos de tecnología de producción y decoración. Las cerámicas se hicieron principalmente por el método del rodillo, con la aplicación de dos capas de arcilla de cerámica una encima de la otra. Una fina capa de arcilla cubría la superficie de algunos vasos. Esto se hizo en algunos casos para el cambio de color, y en otros para fines decorativos. Algunos productos están decorados con huellas digitales, que a veces son inexactas y se mezclan. Las huellas digitales permanecieron después de pegarse en una fina capa superior de arcilla. Este método de recubrimiento también se usó en la restauración y reparación de cerámica. La cerámica, como regla, se hace con inclusiones de la cáscara y se dispara a varios tonos de rojo. La cerámica con inclusión de arena se presenta en una sola copia. Los productos grises también están representados en una sola pieza. 
La cerámica del horizonte superior pertenece al primer período. Como ya se describió, este horizonte se caracteriza por una arquitectura rectangular. Los productos cerámicos de este horizonte se pueden dividir en seis grupos: cerámica ordinaria, cerámica pintada, cerámica pintada de rojo sin adornos, cerámica con adornos impresos, incluidas huellas digitales, cerámica decorada con impresiones desde el borde de la herramienta y cerámica decorada con borde Adorno de rayas horizontales. En 2010-2016. En los valles de Nakhchivanchai y Sirabchay, se registraron nuevos monumentos de la era del Eolítico. Junto con el  Najicheván tepe, se pueden usar para determinar el período de los monumentos de la era calcolítica en el Cáucaso del Sur. El complejo cerámico de Najicheván Tepe es muy similar al complejo Dalma Tepe. El tipo de cerámica pintada Dalma Tepe es conocida en los asentamientos de Uzun Oba y Uchan Agil. Se observaron cerámicas impresionadas en Uchan Agil en una sola copia, pero no se encontraron en otros asentamientos. También se encontraron cerámicas similares en copias separadas en los monumentos de Karabaj. La obsidiana Syunik se usa comúnmente en los monumentos de la cuenca del lago Urmia. Los asentamientos de Nakhchivan son inusuales observadores Gokcha de la cuenca del lago de Sevan moderno. Aunque Syunik está más cerca de Najicheván que de Gokcha, la obsidiana de Syunik no es común en Najicheván. Aparentemente, la tribu que ocupaba la cuenca del lago Urmia estaba asociada con depósitos de obsidiana de las montañas Zangezur a través de las tribus de Najicheván. La reciente extracción de un martillo de piedra en el valle de Najichevánchai con los restos de cobre en él demuestra que las conexiones entre estas tribus y las montañas Zangezur no eran solo para depósitos de obsidiana, sino también para depósitos de cobre. 
La cerámica de Dalma Tepe fue investigada por primera vez en el asentamiento homónimo como resultado de la excavación de Charles Burney en 1959, y luego en 1961 por Keiler Young. Cerámicas similares se descubrieron en los asentamientos de Hasanlu, Hadji-Firuz, y Tepe Sevan. La cerámica de Dalma Tepe se encontró en Irán e Irak junto con los típicos Khalaf y Obeid keramika. Cerámica similar se ha descubierto en los monumentos de las montañas Zagros, como los asentamientos del valle de Kangavar, como Seh Gabi B. y Godin Tepe. También se encontraron numerosas cerámicas de Dalma Tepe en el valle de Mahidasht entre los materiales de la superficie de 16 asentamientos. Entre estos monumentos se encuentran el asentamiento de Tepa Siakhbid, Choga Maran y Tepe Kuh. La cerámica de Dalma Tepe se distribuyó entre los materiales de superficie en Tepe Kuh. También se han descubierto cerámicas similares en Irak en los asentamientos de Jebel, Kirkuk, Tell Abad, Haight Qasim y Yorgan-Tepe. Tales cerámicas también prevalecieron en el valle de Kangavar, pero en el valle de Mahidasht, el porcentaje de cerámicas de Dalma Tepe disminuyó considerablemente. Si en el valle de Kangavar esta cerámica representaba el 68%, entonces en Mahidasht había el 24%. Esto muestra que este tipo de cerámica ha disminuido hacia el sur. Aunque anteriormente se suponía que tales cerámicas estaban muy extendidas al sur y al oeste de la cuenca del lago Urmia, ahora se sabe que tales cerámicas también estaban presentes en el norte del lago Urmia y en Najicheván. En el Azerbaiyán iraní, esta cultura también se encuentra en asentamientos en Kulfa-Kultepe, Akhranjan-Tepe, Lavin-Tepe, Gosh-Tepe, Idir-Tepe y Baruy-Tepe. Actualmente, se han descubierto cerámicas similares en el sur de Azerbaiyán en más de 100 monumentos. Algunos de estos asentamientos pertenecían a la población establecida, mientras que otros pertenecían a tribus nómadas.
Según los investigadores, esta cultura floreció en el noroeste de Irán y se extendió desde allí hacia el sur y el oeste de la cuenca del lago Urmia. El análisis químico de las cerámicas Dalma Tepe mostró que se fabricaron localmente.